# Twintip

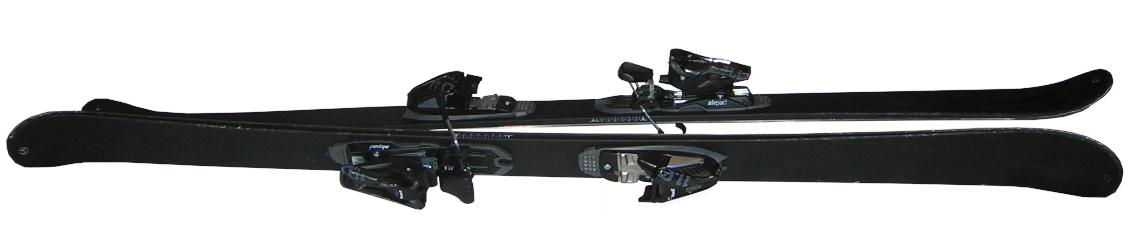
Twintipskidor.

Twintip är en typ av skida där båda ändarna är uppböjda. Det gör att man till exempel kan åka baklänges, åka på räcken och hoppa och landa baklänges. Skidtypen utvecklades för att vara enkla att trixa med och används för friåkning, jibbing och parkåkning med hopp.

## Historia
De första skidorna med båda ändarna uppböjda var Olin Mark IV Comp från 1974. Genombrottet för skidtypen kom dock först på 1990-talet med Salomon modellen Salomon 1080, den första serietillverkade twintipskidan att bli populär på marknaden och säljas med stor framgång. Twintip fick efter det allt mer uppmärksammanhet och konceptet plockades snart upp av andra skidproducenter. Drivande bakom utvecklingen av den twintipskida var Mike Douglas som tillsammans med Steve Fearing 1997 skickade en prototyp på ett par skidor med båda ändarna uppböjda till olika skidföretag, och Salomon var det företag de till slut fick ett kontrakt med.